# Partizione di un intervallo
In matematica la partizione di un intervallo reale è un insieme di punti dell'intervallo che lo dividono in sottointervalli. Il concetto di partizione è usato per definire numerosi concetti come l'integrale di Riemann e  la lunghezza di un arco.
Se l'intervallo è {\displaystyle I=[a,b]} la partizione di {\displaystyle I} è un insieme {\displaystyle \rho =\{t_{i}\}_{i=0}^{n}}
{\displaystyle \rho =\{t_{i}\in [a,b]:a=t_{0}<t_{1}<\ldots <t_{n}=b\}}
La partizione dell'intervallo {\displaystyle I} definisce in modo naturale dei sottointervalli di {\displaystyle I}, come ad esempio:
{\displaystyle I_{0}=[t_{0},t_{1}),I_{1}=[t_{1},t_{2}),\ldots ,I_{n-1}=[t_{n-1},t_{n})}
che costituiscono una particolare partizione dell'insieme {\displaystyle [a,b]}. Appare chiaro che le ampiezze dei singoli intervalli ({\displaystyle \Delta t_{i}=t_{i+1}-t_{i}}) non devono necessariamente essere uguali.

## Ampiezza di una partizione
L'ampiezza (o mesh) della partizione {\displaystyle \rho } è definita come:
{\displaystyle |\rho |=\max _{1\leq i\leq n}\Delta t_{i}=\max _{1\leq i\leq n}(t_{i+1}-t_{i})}
L'ampiezza di una partizione è usata nelle somme di Riemann.

## Relazioni tra partizioni
Due partizioni si possono anche confrontare: una partizione {\displaystyle \pi '} è più fine di un'altra {\displaystyle \pi } se i punti di {\displaystyle \pi } sono tutti presenti fra quelli di {\displaystyle \pi '}, cioè se:
{\displaystyle \pi \subseteq \pi '.}
Si dice che {\displaystyle \pi '} è un raffinamento di {\displaystyle \pi }. Inoltre è evidente che se si uniscono i punti di due partizioni la nuova partizione così ottenuta è più fine, o al minimo fine allo stesso modo, delle precedenti. Tale relazione si indica con {\displaystyle \left.\ {\pi '}\right\}\pi }. Ovviamente vale:
{\displaystyle |\rho (\pi ')|\leq |\rho (\pi )|}
che giustifica il nome "raffinamento".

## Esempio
Dato l'intervallo {\displaystyle [0,10]} una partizione può essere {\displaystyle \{0,2,6,10\}}, un raffinamento {\displaystyle \{0,1,2,5,6,7,10\}}. L'ampiezza della prima partizione è 4, del raffinamento 3.